# ガイ・バージェス
ガイ・フランシス・ド・モンシー・バージェス（Guy Francis de Moncy Burgess、1911年4月16日 - 1963年8月30日）はイギリスの外交官であり、ソビエト連邦の二重スパイである。彼は1930年代の半ばから冷戦初期まで活動していたスパイ集団（スパイ網）、ケンブリッジ・ファイブのメンバーだった。バージェスが1951年にケンブリッジ・ファイブのメンバーであったドナルド・マクリーンとともにソ連へと亡命したことで、 英米の情報協力には深刻な亀裂が生じ、イギリスの外交・情報機関に長期にわたる混乱と士気低下を引き起こした。
アッパーミドルクラスの家庭に生まれたバージェスは、イートン校で教育を受け、その後にダートマス海軍兵学校、ケンブリッジ大学トリニティ・カレッジへ進んだ。彼は当時から人脈作りに熱心だったが、ケンブリッジ時代に左派思想にひかれて、共産党に加わった。1935年、「キム」ことハロルド・フィルビーの推薦により、ソビエトの情報機関にリクルートされる。ケンブリッジ大学卒業後はBBCでプロデューサーとして勤務し、一時的にMI6の専従職員を務めた期間をはさんで、1944年に外務省に入省した。
外務省では外務大臣アーネスト・ベヴィンの補佐役だったヘクター・マクニールの秘書になるが、バージェスはこのポストを利用して、冷戦初期（1945年～）のイギリスの外交政策に関するあらゆる機密情報にアクセスできたとされる。彼がソ連の担当官に渡したと推定されている文書は数千点にも及ぶという試算もあるほどである。
またバージェスは、冷戦期の情報戦および帝国主義肯定の宣伝活動を担っていた外務省の秘密機関「情報調査局（IRD）」の存在をソ連に漏らした人物でもある。バージェス自身もIRDに所属していたが、勤務中に泥酔していたという嫌疑によりすぐに解任されている。
1950年には駐米英国大使館の二等書記官に任命されてアメリカに渡るが、度重なる素行不良により帰国を命じられた。この時点ではまだスパイとして疑われていなかったが、1951年5月、素性が暴かれかけていたマクリーンの亡命を支援しつつ自身もモスクワへ逃亡した。
バージェスは西側諸国にとっては長らく行方不明の存在だったが、1956年にマクリーンとともにモスクワで記者会見をおこない公の場に再び登場した。短い会見の時間で、変えはソ連と西側諸国の関係改善を使命にして活動していたと主張した。そして彼は生涯ソ連を離れることはなかった。モスクワにいるバージェスを訪ねて、イギリスからは友人や記者がよく通ったが、その多くがバージェスは孤独で空虚な生活を送っていたと証言している。しかし彼は最期まで悔いる姿をみせず、当時の活動が国家への反逆にあたるという考えを受け入れることはなかった。彼の生活はソビエト政府により物質的には十分に保護されていたものの、ただれた生活習慣がたたって健康を損ない、1963年に52歳で亡くなった。バージェスのスパイ活動が具体的にどのような損害を西側に与えたかについての評価は専門家同士でも難しいが、彼の亡命によって英米関係に生じた混乱自体が、スパイ活動により提供された情報以上にソ連にとっては大きな価値を持っていた可能性があると考えられている。
バージェスの人生は、何度か作品化されており舞台や映画になっているが、特に1981年のジュリアン・ミッチェルの戯曲『アナザー・カントリー』と、それを原作とする1984年の映画が有名である。

## 生涯

### 家系
バージェス家のイギリスにおけるルーツは、1592年にフランスでのユグノー迫害を逃れてイギリスにやって来たアブラハム・ド・ブルジョワ・ド・シャンティイ(Abraham de Bourgeous de Chantilly)に遡ることができる。彼の一族はケントに根拠地をさだめ、主に銀行業で成功をおさめて富裕層の仲間入りをした。その後の世代では軍人を多く輩出している。ガイ・バージェスの祖父であるヘンリー・マイルズ・バージェスは王立砲兵隊の将校であり、長く中東に赴任していた。彼の一番下の息子マルコム・キングスフォード・ド・モンシー・バージェスは1881年、アデンで生まれた。「ド・モンシー」という名は、ユグノーの流れを汲む家系であることを自負したものである。このマルコムは王立海軍に所属していたが、特に目立った功績もないまま、最終的には少佐にまで昇格した。1907年、裕福なポーツマスの銀行家の娘であるイヴリン・ギルマンと結婚し、軍港都市であるデヴォンポートに住んだ。そして1911年4月16日、長男のガイ・フランシス・ド・モンシーが生まれ、2年後には次男ナイジェルも誕生した。

### 幼少期と教育

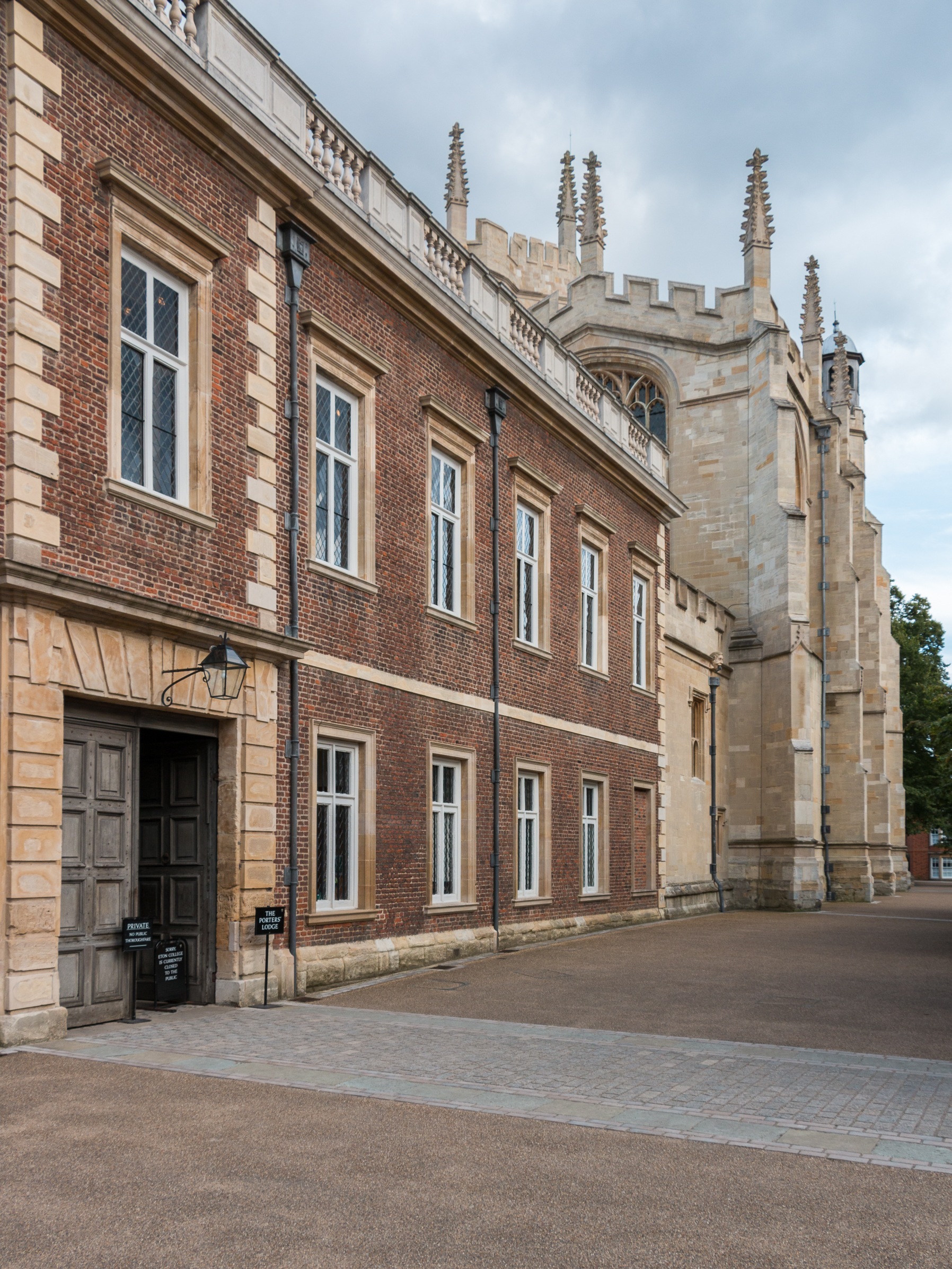
1924年と1927年から1930年にかけてバージェスが通ったイートン校

ギルマン家が裕福なおかげで、バージェス一家の暮らしは何不自由ないものだった。ガイ・バージェスの教育歴は、おそらく家庭教師がつけられた幼少期から始まり、9歳のときにハートフォードシャー州ヘメル・ヘムステッド近郊にあるプレップスクールの名門校であるロッカーズ・パーク（Lockers Park）に寄宿生として入学した。彼は学業も優秀であり、学校の公式フットボールチームでも活躍をみせた。 ロッカーズ・パークのカリキュラムを1年前倒しで修了したが、当初進学予定だったダートマス海軍兵学校に入学するには年齢が若すぎたため、1924年1月から1年間はイートン校に通うことになった。イートン校はバークシャー州イートンにあるパブリックスクールの名門であり、男子校である。
父のマルコムが海軍を退役し、一家はハンプシャー州ウェスト・ミオンに引っ越したが、1924年9月15日、マルコムは突然の心臓発作により急死する。家族にとっては悲劇だったが、ガイの教育は計画通りに進み、1925年1月にあらためてダートマスに入学した。この学校では厳格な規律が敷かれており、徹底的な秩序や服従が求められた。ガイは些細な規律違反に対しても体罰がふるわれる環境に置かれたのだった。彼はしかし入学後は学業でもスポーツでも頭角を現し、校内では「有望な士官候補」として評価されていた。しかし、1927年の視力検査で視力に問題があることが発覚し、海軍の幹部への道は断たれてしまう。ガイは技術部門や会計といったキャリアにはまったく関心が持てなかったため、同年7月にダートマスを退学し、再びイートンに戻った。
1927年から1930年にかけてのイートンでの2度目の学生時代も、学業と社交の両面で充実しており、順調であった。最上位の社交グループ「イートン・ソサエティ」（通称ポップ）のメンバーには選ばれなかったものの、彼がこの学校で築き始めた人脈は、後の人生で大いに役立つことになる。バージェスはイートン校の時代に同性愛に目覚めたと主張していて、当時のイートンでは男子生徒同士が性的関係をもつことは珍しくなかったが、同級生たちの証言では彼の主張を裏付ける証拠はほとんど見いだせない。それよりも華やかで人を引き付ける存在として周囲の記憶に残っており、また左翼的な社会・政治思想を堂々と語る奇矯な一面もみせていた。 1930年1月には、ケンブリッジ大学トリニティ・カレッジで歴史学を専攻する学生のための奨学金を得て、歴史と絵画に関する賞まで受賞してイートンでの学校生活を締めくくった。生涯を通じて、ガイ・バージェスはイートンに対して強い愛着を持ち続け、伝記作家のスチュワート・パーヴィスとジェフ・ハルバートによれば、「特権的な教育の本丸のような学校で教育をうけたことを少しも恥じていなかった」という。

### ケンブリッジ大学

#### 学部時代
1930年10月にバージェスはケンブリッジ大学に入学し、すぐにさまざまな学生らしい活動に積極的に関わるようになった。彼は万人に好かれたわけではなく、周囲には「うぬぼれ屋で、信用できないやつ」と評価する人間もいたが、同時に人をひきつける、付き合いのよい人物とも見なされていた。入学してまもなく、彼はトリニティ・ヒストリカル・ソサエティのメンバーに選出される。このサークルは、トリニティ・カレッジの最も優秀な学部生や大学院生によって結成されていた。ここで彼は、「キム」ことハロルド・フィルビーやジム・リースと出会う。リースは元炭鉱労働者であり、労働組合の奨学金をもらってケンブリッジ勉強をしていた。その労働者階級ならではの視点はバージェスにとって刺激的だった。
1931年6月、学生劇団によるバーナード・ショーの戯曲『ブラスバウンド船長の改宗』がマイケル・レッドグレイヴ主演で上演されたが、バージェスはこのときの舞台美術をてがけていた。レッドグレイヴは、バージェスをべた褒めし「キャンパスの中でとびぬけて目立った存在感をもった人間の一人で、何をやらせてもそつなくこなすという評判の持ち主」だと形容していた。

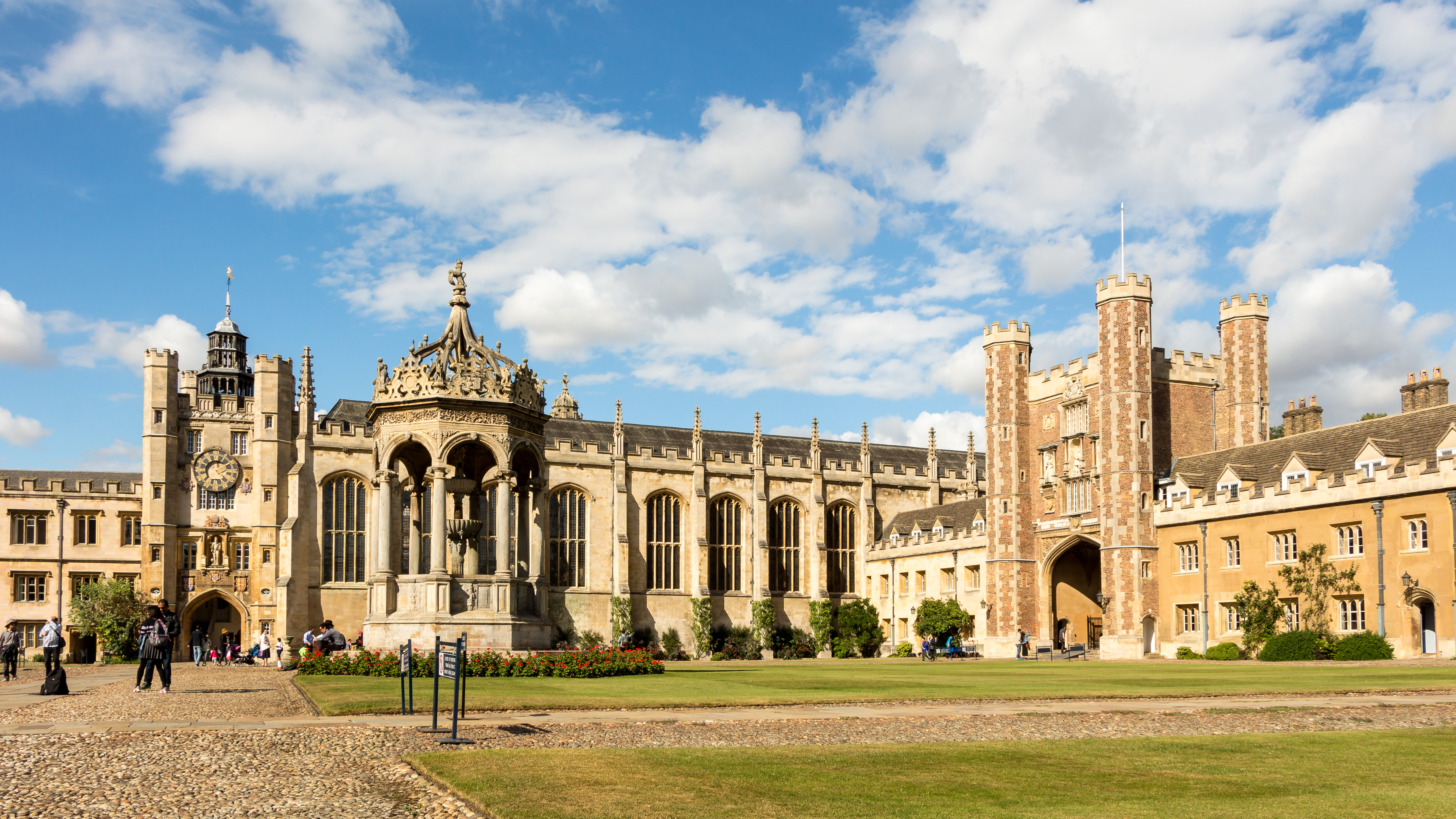
トリニティ・カレッジのグレートコート

この頃には、バージェスは自分が同性愛者であることを隠そうとしなくなっていた。1931年、彼は自分より4歳年上でトリニティの大学院生だったアンソニー・ブラントと出会う。二人は芸術的な趣味が似ており、親しい友人となったが、おそらくは恋愛関係にあった。ブラントは知的サークル「ケンブリッジ使徒会」のメンバーであり、1932年にはバージェスをメンバーとして推薦して入会させた。 使徒会にはいったことでバージェスの人脈の幅は飛躍的に広がった。使徒会はその規約から、一度会員になれば事実上の終身会員となることができ、定期的な会合ごとにその時代を代表する知識人たちと交流する機会がえられた。例えば、ケンブリッジ大学近代欽定講座教授のG・M・トレヴェリアン、作家のE・M・フォースター、経済学者ジョン・メイナード・ケインズなどである
1930年代初頭、政治情勢は国際的に不安定かつ不穏であった。イギリスでは1931年の金融危機は資本主義の失敗と受け止められ、ドイツではナチズムの台頭により危機感が高まっていた。こうした状況のもとで、ケンブリッジに限らず学生たちの政治意識は急速に先鋭化していった。ガイ・バージェスの同級生だったジェームズ・クルーグマンは「時代は資本主義の破綻を物語り、何らかの、速やかで単純かつ合理的な解決策を求めて叫んでいるようだった」と述べている。リースをはじめとする友人たちの影響で、ガイ・バージェスはマルクス主義に関心を持ちはじめ、トリニティ・ヒストリカル・ソサエティで経済学者モーリス・ドッブ（ペンブローク・カレッジに在籍していた）が「共産主義－政治的・歴史的理論」というテーマでおこなった講演を聞いたことで、彼はさらにマルクス主義に傾倒していく。もう一人、彼に影響を与えた人物をあげるならケンブリッジ大学ソーシャリスト・ソサエティ（CUSS）で活動していた学友のデヴィッド・ゲストである。彼は大学内に初の本格的な共産主義者の「細胞」を立ち上げた人物でもある。バージェスがマルクスやレーニンの著作を読み始めたのもゲストの影響だとされる。
1932年、バージェスは歴史学トライポス（卒業試験）の前期で一等級を取得し、翌年の後期でも同等の成績が期待されていた。しかし、政治活動に熱中した結果、翌年の最終試験を受ける時期になってもまったく準備ができていなかったどころか、試験中に体調を崩してすべての回答を終えることさえできなかった。このふがいない結果は、試験直前に詰め込みで勉強をしたことだけが原因でなく、彼が摂取していたアンフェタミンの影響が考えられる。試験官たちは、病気のせいで試験を完遂できなかったものの卒業には値すると判断し、バージェスに学位を与えた（病気診断書の提出により与えられる学位であり、成績評価は行われない）。

#### 院生時代

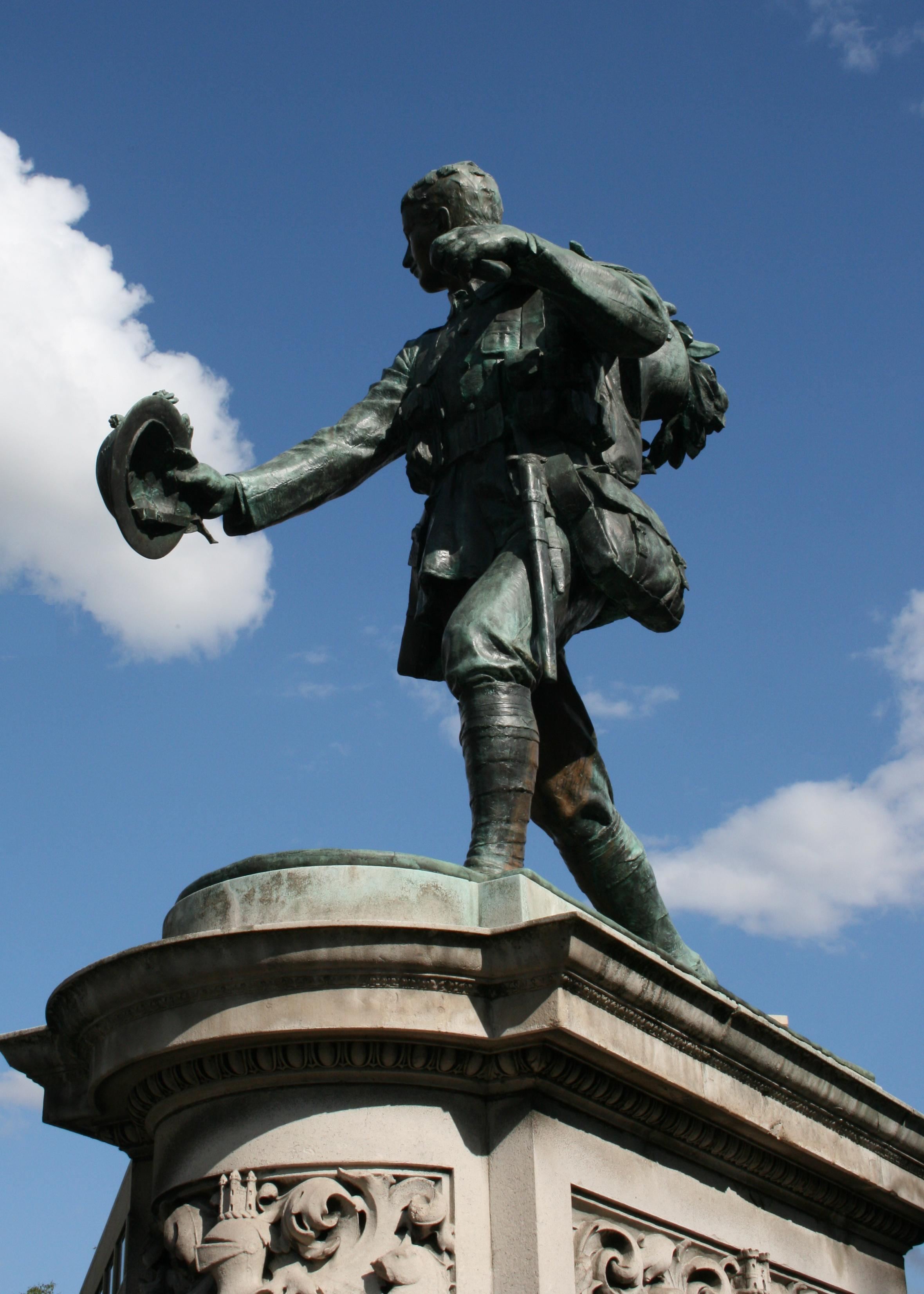
ケンブリッジの戦争記念碑は1933年11月のデモでも注目された

卒業試験の結果はふるわなかったが、バージェスは1933年10月にケンブリッジ大学の大学院生兼ティーチング・アシスタントとしてこの町に戻ってきた。研究テーマとして選んだのは「17世紀イングランドにおけるブルジョワ革命」だったが、彼は大学院での時間をもっぱら政治活動にいそしんだ。そしてその年の冬、彼は正式にイギリス共産党に入党し、CUSS内の党細胞の一員となった。1933年11月11日、バージェスはケンブリッジでおこなわれた休戦記念日（アーミティス・デー）の記念式典が軍国主義的であることに抗議する大規模デモに参加した。このデモは参加者たちが戦争記念碑に平和へのメッセージを添えた花束を捧げることを目的にしていたが、歴史家ノマーティン・ギャレットによれば、この平和的なデモに対しては激しい妨害や対抗デモも行われ「嵐のような非難にさらされた」。この時バージェスのそばにいたのがドナルド・マクリーンだった。当時のマクリーンはトリニティ・ホール（ケンブリッジのカレッジの一つ）の語学専攻の学生であり、CUSSでも活動的なメンバーだった。翌1934年2月には、この月のハンガー・マーチ（飢餓行進）のためロンドンを目指しているイギリス北東部からの代表団がケンブリッジを通過し、バージェス、マクリーン、その他のCUSSの仲間たちは彼らを大いにに歓迎した。
バージェスはケンブリッジでの活動がひと段落つくたび、オックスフォードに行ってこの地の同志たちと交流を持った。あるオックスフォードの学生は後に「当時は知識人の輪に入ろうとしたなら…、ガイ・バージェスを避けて通ることなど考えられなかった」と回想している。 バージェスが当時親交をもった人物にはオール・ソウルズ・カレッジの若きフェローであったゴロンウィ・リースがいる。リースは1934年の夏休みの時期に、別のフェローとともにソ連を訪問する予定だったが実現せず、バージェスがリースの代わりにソ連に行くことになった。 1934年6月から7月にかけてソ連に滞在したバージェスは、厳重な監視下におかれてはいたものの、著名な人物たちとの得がたい出会いを経験しており、イズベスチアの編集長でコミンテルンの書記でもあったニコライ・ブハーリンとも面会していた可能性がある。帰国後にバージェスが語ったことは多くないが、「ひどい」住宅事情に言及する一方で、失業というものがない国であることを称賛してもいた。

#### ソ連のスパイとしてのリクルート
バージェスは1934年の10月にケンブリッジに戻るが、大学内や学問における将来はほとんど閉ざされつつあった。自身の研究テーマが、バジル・ウィリーの出した新著のなかで論じられていることがわかって、研究を断念してしまったからである。彼は研究テーマをインド大反乱に鞍替えしたが、研究はほとんどせずに政治活動に時間を費した。
1934年初頭、長くソ連の工作活動に従事していたアルノルト・ドイチュが、ロンドン大学ユニバーシティ・カレッジでの研究職という名目でロンドン入りした。コードネーム「オットー」として知られる彼の任務は、将来イギリスの様々な機関で指導的地位に就く可能性のある、英国のトップ大学出身の優秀な学生をリクルートすることだった。1934年6月、彼はキム・フィルビーをリクルートする。フィルビーはその年の初めに、エンゲルベルト・ドルフース政権時代のオーストロファシズムに対してウイーンで起きていた抗議活動に加わっていたことで、ソ連から注目されていた。そしてフィルビーは、ケンブリッジ時代の仲間をドイチュに推薦していて、そのなかには当時すでに外務省に勤めていたマクリーンも含まれていた。フィルビーはバージェスも推薦したものの、同時に彼の奇矯なふるまいについての懸念も伝えていた。しかしドイチュは、バージェスがそのリスクに見合う人物だとみなした。「非常に教養があり、貴重な幅広い人脈をもち、冒険的な性格をしている」と評価されている。
スパイとしてリクルートされたバージェスにははじめ「メートヒェン」（Mädchen）というドイツ語で少女を意味するコードネームが与えられていたが、後に「ヒックス」（Hicks）に変更された。彼はアンソニー・ブラントもソ連側に引き入れ、ファシズムと戦う最良の方法はソ連のために働くことだと信じこませた。そのさらに数年後にバージェスはブラントとともに、使徒会のメンバーであったジョン・ケアンクロスのリクルートに成功し、こうしてケンブリッジ・ファイブとして知られるスパイ網のメンバー5人が揃うこととなる。

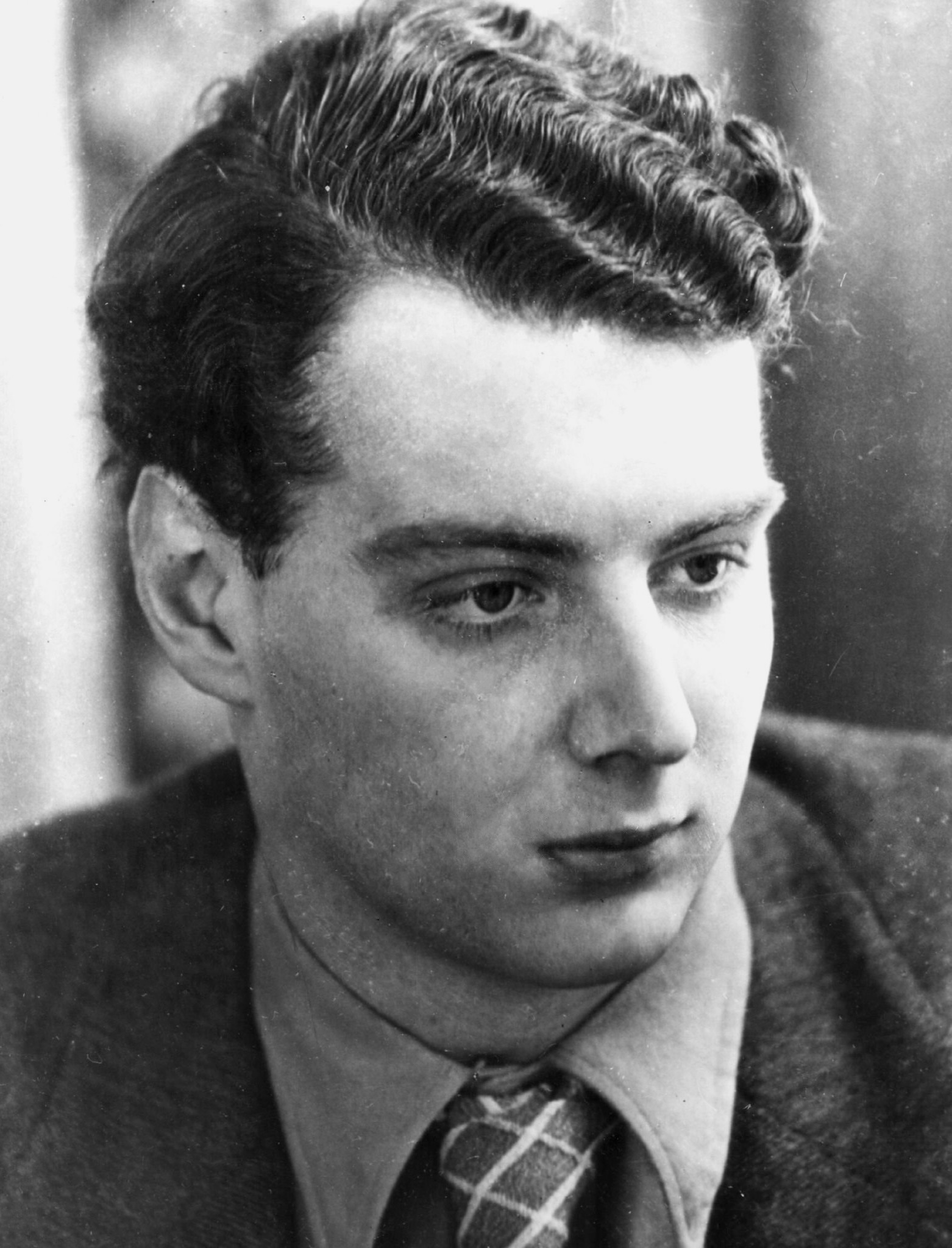
1935年のバージェス

その頃、ようやくケンブリッジでの将来に望みがないことを完全に悟ったバージェスは、1935年4月、課程を修了することなく大学を去った。当時のソ連の情報機関が長期的にたてていた目標は、バージェスをイギリスの諜報機関に潜入させることであり、その目標のためにはかつて信奉していた共産主義を彼が公然と拒絶する必要があった。そのために彼は共産党から離党し、共産主義をあからさまに非難しはじめたが、その熱心さにかつての同志はショックを受け、また困惑した。大学院をやめたバージェスは、自分にあった仕事を探し始めるが、イギリス保守党の本部や調査部の職員へも応募したものの採用にはいたらなかった。イートン校での教職の道もあたったが不採用だった。求人に応募してきたバージェスについてケンブリッジ時代の彼の恩師へ照会があり、その恩師から「ご連絡いただいた件へのご回答は控えさせていただきます」と回答があったためである。
1935年の半ばを過ぎたころに、バージェスは保守党の新人下院議員であるジョン・マクナマラの（期限付きの）個人秘書になった。マクナマラは党内右派に属しており、バージェスとともにナチス・ドイツとの連帯を掲げる極右団体アングロ・ドイツ・フェローシップに参画した。これにより、バージェスの政治的過去は巧妙に隠され、彼がドイツが取っている外交政策の真意を探ることも容易になった。団体の内部ではファシズムこそが「未来へと向かう潮流だ」と主張していたが、一方で使徒会などの外部のフォーラムではもっと慎重な立ち位置を崩さなかった。マクナマラの秘書時代にバージェスは何度かドイツを訪問しているが、彼自身が後に証言したところではこのドイツ旅行の目的にはセックスが含まれていた。バージェスもマクナマラも同性愛者であり、またお互いが性に積極的でもあった。ただし歴史研究者のマイケル・ホルツマンによれば、こういった逸話はバージェスの真の目的から目をそらすために創作されたり誇張されている可能性もある。
1936年の秋、バージェスはストランドにある有名なゲイ・バーであるバンチ・オブ・グレープス（The Bunch of Grapes）で、19歳のジャック・ヒューイットと出会った。 ヒューイットはロンドンのミュージカル・シアターに憧れるダンサー志望の若者だったが、その後14年間にわたり、バージェスの友人として、下僕として、そして不定期の恋人として関係を続けることになる。チェスター・スクエア（1936-1941年）、ベンティンク・ストリート（1941-1947年）、ニュー・ボンド・ストリート（1947-1951年）と、バージェスはロンドンの住まいを転々としながら、その大部分でヒューイットと同じ家に住んでいた。

### BBCとMI6

#### 最初のBBC時代
1936年7月、バージェスはかつて自分を二度落としていたBBCで、トーク部門（討論・談話系番組担当）のアシスタント・プロデューサーの仕事を得た。この部署では、時事問題や教養系の番組に出演する候補者を選定して、面接をする役割を担っていた。バージェスの人脈は広範で、コンタクトをして依頼を断られることはほとんどなかった。しかしBBC内でバージェスは周囲の人間との軋轢が絶えなかった。上司は給料に関してバージェスと揉め、同僚たちは、自分の利益を優先しつつ立ち回りが巧妙で、それでいてずぼらなところがあるバージェスに苛立ちを覚えていた。同僚のゴーリー・パットは、バージェスのことを 「スノッブであり、だらしない人間でもあった。後年になって、自分以外の多くの人にとっては抗いがたい魅力を持った人間だったと知ったときは本当に驚いた」と回想している。

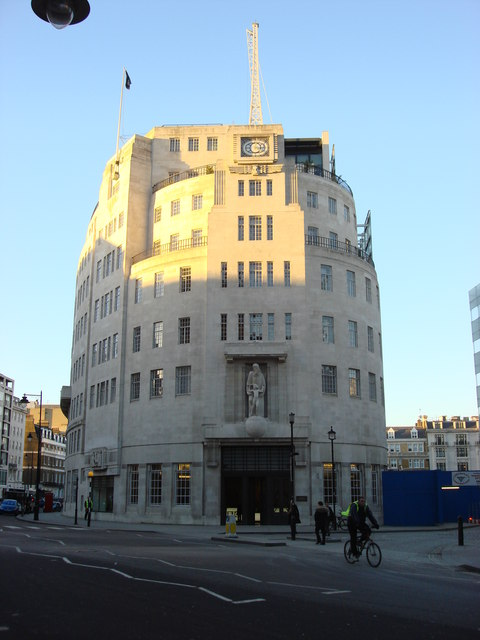
1932年に完成したBBCの本社であるブロードキャスティング・ハウス（ロンドン）

バージェスが出演をオファーした人物の中には、アンソニー・ブラント（何度も出演した）、コネの豊富な作家で政治家のハロルド・ニコルソン（ハイレヴェルなゴシップの強力な情報源）、詩人のジョン・ベチェマン、そしてフィルビーの父でアラビストであり探検家のジョン・フィルビーがいた。
バージェスはまた、時の政府の宥和政策に強く反対していた、バックベンチの議員だが実力者のウィンストン・チャーチルにも接触を試みた。バージェスは非公式の場でチャーチルとは面識をもっており、1938年10月1日、ミュンヘン危機のさなか、チャーチルの自宅があるチャートウェルを訪ねた。以前にチャーチルにオファーした、地中海諸国に関するシリーズものの対談企画が断られたので、再考するよう説得するためだった。トム・ドリバーグの伝記によると、このとき二人の会話はさまざまな話題に及び、バージェスはチャーチルに「その雄弁さをもって」いまの危機的現状の解決につなげてほしいと熱心に語ったという。帰り際にチャーチルが自身の著書『武器と契約』（Arms and the Covenant）のサイン入り本をバージェスに手渡したが、けっきょくこの面談のあとも放送は実現しなかった。
バージェスのソ連側の担当者は、イギリスの情報機関へ深く入り込むという大きな目標のために、バージェスに作家デイヴィッド・フットマンと友好関係を築くように指示した。フットマンがMI6（英国秘密情報部）の職員であることをソ連は把握していたのである。バージェスはフットマンを通じて、その上司であるヴァレンタイン・ヴィヴィアンを紹介された。それ以降18か月にわたり、バージェスはMI6のためにちょっとした任務を無報酬のフリーランスという形で遂行した。それにより彼は深い信頼を勝ち取り、1938年のミュンヘン会談の準備期間には、首相ネヴィル・チェンバレンとフランスの首相エドゥアール・ダラディエとの間の非公式な連絡ルート（バックチャネル）としても起用された。
一方でBBCの職員としてのバージェスは、自分のキャスティング案がことごとく実現しないのは政府の意向であると思い込んでいた。チャーチルの出演が実現しなかったのもBBCが政府に忖度しているせいだと考えていたのである。そして1938年11月、首相官邸の要請によって代案の出演も取りやめになったことで、ついにバージェスはBBCを辞職した。この頃にはすでにMI6は彼の将来的な価値を確信しており、バージェスに新たに設置されたプロパガンダ部門であるセクションDにポストを用意した。ケンブリッジ・ファイヴのメンバーがそうだったように、バージェスの情報機関入りに際して身元調査（ベッティング）は一切行われなかった。彼の社会的地位と、築き上げた人脈による推薦だけで、十分と見なされたのである。

#### セクションD

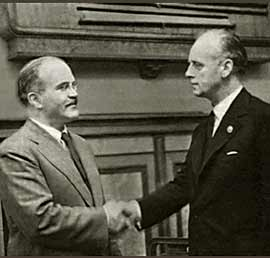
独ソ不可侵条約の調印に出席した、モロトフ（左）とリッベントロップ

セクションDは1938年3月、軍事行動以外の手段で敵に打撃を与える方法を研究するためにMI6によって設立された秘密組織だった。そしてバージェスはセクションD側の担当者として「合同放送委員会」(Joint Broadcasting Committee )に加わった。この委員会は、外務省がBBCと連携してドイツにおいて反ナチ的なプロパガンダ放送を行うために設置されたものである。バージェスには政府高官との幅広い人脈がうまれ、当時のイギリス政府の見解や動向を把握しつつ、それを逐次的にモスクワに報告することが可能になった。たとえば、イギリスが「単独でもドイツに勝利できる」と考えていてソ連との協定を必要としていない、といった報告がされていた。この情報は、ソ連の指導者であるヨシフ・スターリンのイギリスに対する不信感を強め、1939年8月にドイツとソ連の間で結ばれた独ソ不可侵条約の締結を急ぐ要因になった可能性が指摘されている。
1939年9月、第二次世界大戦が勃発すると、バージェスはフィルビーをセクションDのメンバーとして推薦して秘密機関に招き入れた。二人はヘレフォードシャー州のブリッケンドンベリー・マナーで、破壊工作員候補の教育プログラムを担当したが、フィルビーは後にこのプログラムの意味については懐疑的だったと語っている。というのも、彼もバージェスも、そこで育てた工作員がドイツ占領下のヨーロッパで具体的にどのような任務を命じられるのかを全く理解していなかったからである。1940年、セクションDは新設された特殊作戦執行部に吸収される。フィルビーはハンプシャー州ビューリーにある訓練学校に配置された。一方で、バージェスは同年9月に飲酒運転で逮捕される（費用の支払いにより訴追は取り下げられた）という事件を起こし、年末には失職してしまった。

#### 二度目のBBC時代
1941年1月中旬、バージェスはBBCに復帰して再び討論・談話系番組にかかわることになった。彼は同時に、MI6そしてMI5（1940年から臨時職員として関わっていた）のために、フリーランスで情報活動を続けていた。同年6月、ドイツがソ連に侵攻すると、イギリスの同盟国になったソ連を好意的に描く番組がBBCに求められるようになった。バージェスはアンソニー・ブラントやケンブリッジ時代の旧友ジム・リーズを起用し、さらには1942年にはソ連のスパイでジャーナリストを装っていたエルンスト・ヘンリの番組出演を実現させた。エルンスト・ヘンリが具体的に何を語ったのかについての記録は残っていないが、完全なソ連のプロパガンダだった、というのが当時の視聴者の印象であるる。1941年10月には、BBCの看板政治番組『ザ・ウィーク・イン・ウェストミンスター』の責任者となり、イギリス議会に自由に出入りできる立場になった。議員との定期的な会食や雑談から得られる情報は、番組の内容に関係なくソ連にとって非常に貴重なものだった。
一方でバージェスは放送内容そのものにはイギリス国内の政治的バランスに配慮していて、後の保守党の大法官クィンティン・ホッグ（イートン校出身）をレギュラー出演者として押さえつつ、元ジャーナリストで1941年に労働党から出馬して議員となったヘクター・マクニールなど、異なる政治背景の人物も積極的に登用した。
バージェスは1935年からチェスター・スクエアに住んでいたが、1941年以降はアンソニー・ブラントらと共にベントンク・ストリート5番地の家を共有して暮らしていた。この家では、バージェスとその友人や知人による活発な社交生活が営まれていて、定期的に交流する仲間もいれば、気まぐれに訪れる者もいた。ゴロノウィ・リースはベントンク・ストリート時代の状況を「まるでフランスのドタバタ劇〔farce〕のようだった」と表現し、「寝室のドアは開いては閉まり、見知らぬ顔が階段を上り下りして、また別の見知らぬ客とすれ違っていた」と回想している。一方でブラントは、「そのような自由な出入りは家のルールに反しており、他の住人の睡眠を妨げるため許されていなかった」と主張している。
バージェスがイギリスの情報機関の非公式な仕事を請け負っていたことで、当局の疑いは一定程度かわされていたが、彼自身は常に正体が露見することへの不安を抱えていた。特に1937年、ゴロノウィ・リースをリクルートするために自らの正体を明かしてしまったことは不安の材料であった。しかもリースは後に共産主義を放棄し、ロイヤル・ウェールズ・フュージリア連隊の将校として軍務に就いていた。バージェスは、リースが自分や他のスパイの存在を暴露することを恐れて、ソ連側の担当官（ハンドラー）にリースの暗殺まで提案していた。いざとなれば自分がその仕事を実行する必要がある、とも上申していたものの、けっきょくこの計画は実行されなかった。
1944年6月、バージェスは外務省の報道局職員のポストを打診された際にはすぐにそれを受け入れた。 バージェスは権力のより中枢に食い込むことを常に狙っていたからである。BBCはこの打診（すなわち彼の退職）をしぶしぶ受け入れとされ、「重大な損失だ」という談話が残っている。

### 外務省時代

#### ロンドン
ロンドンの外務省報道部で報道官になったバージェスは、政府の政策を海外メディアの編集者や外交特派員に説明することだった。機密情報にアクセスできる立場になったバージェスは、1945年3月のヤルタ会談の前後における連合国の方針に関する重要かつ詳細な情報をソ連に流していた。内容には、ドイツやポーランドの戦後処理に関する計画、さらに、将来的なソ連との戦争を想定した「アンシンカブル作戦（Operation Unthinkable）」の予備計画なども含まれていた。バージェスはこの功績が認められ、ソ連側の担当官から250ポンドのボーナスを与えられている。

しかしバージェスの仕事ぶりは相変わらず場当たり的で、口も軽かった。同僚のオズバート・ランカスターによれば、「酒が入ると、自分がロシアのために働いていることを隠そうともしなかった」という。
1945年の総選挙で労働党が勝利し、新たに外務副大臣（外務大臣アーネスト・ベヴィンの事実上の副官）として就任したのは、バージェスが連絡を欠かしていなかったヘクター・マクニールだった。マクニールは熱心な反共主義者でもあったが、バージェスが真に忠誠を誓う先に気づかないまま、彼の洗練された物腰と知性を高く評価して、1946年12月、バージェスを自らの秘書に任命した。マクニールにはすでに秘書がおり、この追加での任命は外務省の通常の手続きに反するものだったので反対の声もあったが、最終的にはマクニールの意向が通った。バージェスはすぐにマクニールにとって不可欠な存在となり、6か月で693件の機密文書（合計すると2,000ページ超の写真）をモスクワに送った。これにより、彼はさらに200ポンドの現金での報酬をソ連から受け取っている。
1948年初頭、バージェスはソ連のプロパガンダに対抗するために新設された外務省の情報調査局に配属された。しかしこの人事はうまくいかなかった。彼は軽率なふるまいが多く、新しい同僚たちからは「不潔で、酒浸りで、怠惰」な男だと見なされていた。 そのためすぐにマクニールのオフィスに戻されたが、1948年3月にはマクニールとベヴィン外相に帯同してブリュッセルを訪れる仕事を任され、ブリュッセル条約の調印にも立ち会った。これは後に西欧同盟、そして北大西洋条約機構の設立へとつながる重要な条約であった。 バージェスはマクニールの下で、極東への赴任が決まる1948年10月まで仕事をしていた。その後、バージェスは中国担当課にまわされるが、当時はちょうど国共内戦が終盤を迎え、共産党の勝利が目前にせまっている時期だった。来る共産主義国家との外交の在り方をめぐって、イギリスとアメリカ両国の見解には大きな違いがあった。バージェスは中国共産党による政権の承認を強く主張しており、1949年にイギリスが中華人民共和国を承認する過程に影響を与えた可能性がある。
1949年2月、バージェスはロンドンのウエストエンドのクラブ（おそらく王立自動車クラブ）で騒動を起こし、階段から転落して頭部に重傷を負い、数週間にわたり入院することになった。彼の身体はなかなか回復せず、歴史家ホルツマンによれば、その後も完全に以前の状態に戻ることはなかったという。作家ハロルド・ニコルソンもバージェスの身体の衰えについてメモを残していて、「ああ、なんということだろう。酒に溺れることはなんて悲しい、悲しいものなんだ！ガイの頭脳はかつて、私が知る中で最も冴えていて活発だったのに」と記している。その年の後半、バージェスは休暇をとりジブラルタルおよび北アフリカへの旅行にでかけたが、この旅のあいだバージェスは常に酩酊し、誰かれ構わず性的な関係を持ち、そして外務省やMI6の職員との口論が絶えなかった。現地には露骨に同性愛嫌悪の態度をとる職員もいたことが事態の悪化に拍車をかけた。ロンドンに戻ったバージェスは譴責を受けたが、なぜか上層部からの信頼は厚いままで1950年7月にはワシントンへの異動が決まった。役職としては二等書記官であり、パーヴィスとハルバートによれば「イギリスにおいて最も重要な大使館の一つであり、外交官のポストとしても最高ランク」と評している。

#### ワシントン

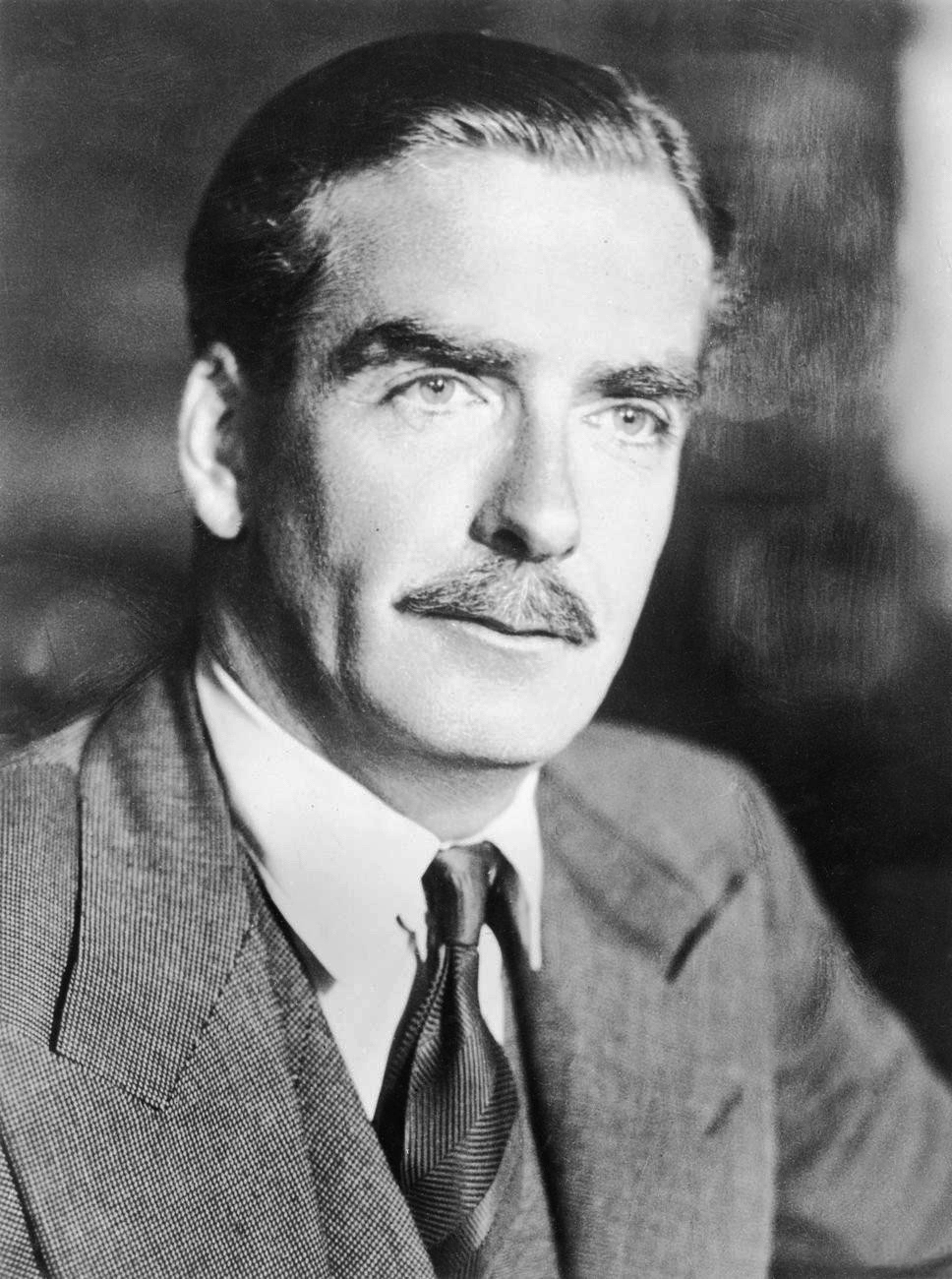
バージェスが「もてなした」アンソニー・イーデン

ワシントンにはバージェスより先にフィルビーが赴任しており、アメリカにおけるMI6の責任者として活動していた。フィルビーはドナルド・マクリーンの後任にあたる（マクリーンは、1944年から1948年まで在米英国大使館の一等書記官として勤務していた）。しかしバージェスはアメリカでもすぐに気まぐれで節操のない言動をみせはじめ、イギリスの外交関係者の間でたびたび迷惑を引き起こす存在となった。それにもかかわらず、彼には極めて機密性の高い任務が与えられた。たとえば、朝鮮戦争の遂行を監督する連合国間の会議体に加わっており、アメリカの戦略的軍事計画に関する情報にもアクセスすることができた。バージェスの度重なる問題行動にもかかわらず、1950年11月に後のイギリス首相となるアンソニー・イーデンがワシントンを訪問した際には、その随行役を任された。この一件に関しては特にトラブルもなく、ともにイートン校出身の二人の関係性は良好だった。イーデンからは後日「ご親切に心より感謝申しあげます」と記された感謝の手紙がバージェスに届いた。
次第にバージェスは外務省で自分に与えられる仕事に不満を抱くようになり、外交官としてのキャリアに見切りをつけることを考えるようになった。彼はイートン時代の友人であるマイケル・ベリーに接触し、『デイリー・テレグラフ』でジャーナリストとして働けないか打診していた。しかし1951年初頭、バージェスは一日に3度のスピード違反を起こすなどの不祥事を連続で起こし、在ワシントン英大使館における立場は完全になくしてしまった。ついにイギリス大使のオリヴァー・フランクスは、バージェスにロンドン帰還を命じた。
一方その頃、アメリカ陸軍の対諜報プロジェクトである「ヴェノナ」では、数年前からワシントンで活動しているソ連のスパイ、コードネーム「ホメロス」の調査が進んでおり、その正体がドナルド・マクリーンであることを示す強力な証拠が発見されていた。フィルビーとソ連側の担当官が恐れていたのは、マクリーンがイギリスの情報機関に尋問されて、ケンブリッジ・リングの全容が明るみにでてしまうことだった。そこでバージェスには、ロンドンに戻ったらマクリーンのソ連への亡命を支援するという任務が与えられた。

### 亡命

#### 脱出
1951年5月7日、バージェスはイギリスに帰国した。その後、ブラントとともにケンブリッジ・リングの担当官（スパイマスター）であるユーリー・モーディンと連絡をとり、モスクワ側とマクリーン受け入れの調整が始まった。しかし、バージェス自身には亡命を焦る様子がなく、個人的な用事を片付けたり、ケンブリッジで開催された使徒会主催の晩餐会に出席したりしていた。5月11日、彼はワシントン時代に起こした不祥事について釈明するため、外務省に召喚された。伝記作家のボイルによれば、その説明の場で直ちに免職されたとされる。一方で、他の作家によれば、「退職」するのが望ましいと勧告されて、身の振り方について考える時間が与えられたとされる。バージェスの外交官としてのキャリアは絶たれたが、スパイ行為については疑われてすらいなかった。イギリス国内でバージェスとマクリーンは何度か顔を合わせたが、1956年にジャーナリストのドリバーグへ語ったところによると、モスクワへの亡命という話が持ち上がったのは3度目に接触したときだった。このときマクリーンは亡命を決意し、バージェスに協力を求めたという。ただし、そもそもバージェスは、フィルビーの立場を危うくすることを避けるため、マクリーンと同時に亡命することはしないと約束していた。しかしブラントの、いまだ出版されていない回想録によれば、モスクワはマクリーン一人では複雑な脱出計画を遂行できないと判断し、バージェスに同行するように命じた。バージェス自身はドリバーグに対し、どのみち外務省は辞めてしまうし、「たぶん『デイリー・テレグラフ』の仕事にありつくこともなさそうだったから」と語っている。

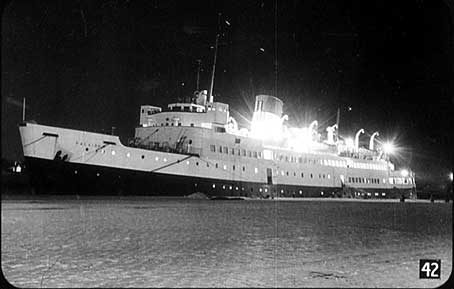
1951年5月にバージェスとマクリーンが乗ったファレーズ号

一方その頃、外務省の内部では1951年5月28日をマクリーンに尋問を行う日程として調整が進んでいた。フィルビーからこの情報を聞かされたバージェスは、5月25日の金曜日に蒸気船「ファレーズ号」のショートクルーズのチケットを2枚購入した。このイギリスとフランスを結ぶショートクルーズの乗客は、パスポートの提示をせずに、寄港したフランスのサン・マロ港で下船して数時間までなら逗留ができたのである。 フランスに上陸したバージェスはサルーンカー（高級セダン車）をレンタルし、サリー州タッツフィールドにあるマクリーンの家へ向かった。マクリーンの妻メリンダに、バージェスは「ロジャー・スタイルズ」という偽名を名乗った。 三人で夕食をともにしたあと、バージェスとマクリーンはサウサンプトンへと車を飛ばし、深夜発のファレーズ号に出港時間ぎりぎりで乗船した。借りた車は埠頭に放置された。
その後の2人の行動は後から明らかになったものである。バージェスとマクリーンは、サン・マロに到着後、タクシーでレンヌまで行き、そこから鉄道に乗ってパリを経由してスイスのベルンに向かった。ベルンにはソ連の大使館があり、事前に発行された渡航書類を受け取ると、チューリッヒへ移動し、プラハ行の飛行機に搭乗した。鉄のカーテンを越えたことでようやくモスクワ行きの旅路の安全性は確保された。

#### 後日譚
1951年5月26日の土曜日、ヒューイットが友人にバージェスが昨晩から家に帰ってこないとこぼした。バージェスは母親に無断で外泊したことがなかったため、周囲の人間には不安がひろがった。さらに2日後の月曜、マクリーンが職場に現れなかったことから逃亡したのではないかという疑惑が持ち上がった。その後、マクリーンだけでなくバージェスの行方も不明であることが判明した。バージェス名義で借りられていた車が港で発見され、マクリーンの妻メリンダが「ロジャー・スタイルズ」の存在を明かしたことで、二人が共に国外逃亡したことは疑いようもなくなった。ブラントはすぐにニュー・ボンド・ストリートにあるバージェスのフラットに向かい、彼の正体を裏付ける資料を持ち去った。しかしその後のMI6の捜索により、ケアンクロスの活動に関する証拠をおさえられ、ケアンクロスは結果的に公職を辞すことになった。
バージェスとマクリーンが同時に逃亡したというニュースは、アメリカに大変な衝撃を与えた。原爆に関する情報をソ連に流したクラウス・フックスの有罪判決、そして物理学者ブルーノ・ポンテコルボのソ連亡命などの事件の翌年であっただけになおさらである。フィルビーはいまや自分の立場も危うくなったことを悟りつつも、バージェスのワシントンでの滞在先からスパイ活動に関わる仕事道具を回収して、近くの林に埋める作業をおこなった。そして1951年6月にロンドンに召喚され、MI6による数日にわたる尋問を受けることとなった。当局は、フィルビーがバージェスを介してマクリーンに脱出を促した張本人であるという疑いを強くもっていたが、決定的な証拠に欠け、けっきょくフィルビーに処分が下されることはなかった。そのため彼はMI6を何事もなかったかのように退職することが許されたのだった。
外務省はしばらくは公には何の発表もしなかった。しかし関係者の間ではさまざまな噂が飛び交っていて、例えば、二人はロシアに（あるいはアメリカに）拉致されたのではないか、1941年にルドルフ・ヘスがスコットランドに飛んだときのような非公式の和平工作を実行しているのではないか、などの噂がささやかれた。しかしメディアによる疑惑追及が始まり、1951年6月7日付の『デイリー・エクスプレス』紙がこの一件を報道したことで、外務省は慎重に言葉を選びつつも、マクリーンとバージェスの行方が分からなくなっており、「無断欠勤」扱いになっていることを認める声明を出した。下院では、外相ハーバート・モリソンが行方不明の外交官たちが機密文書を持ち出したという証拠はないと述べ、また彼らの目的地について臆測で判断することは控えるとした。
1951年6月30日、『デイリー・エクスプレス』紙は、マクリーンとバージェスの行方に結びつく情報に対して1,000ポンドの懸賞金をだすと発表したが、その直後に『デイリー・メール』紙がそれ大きく上回る1万ポンドを提示した。その後、彼らの目撃情報が相次いだがいずれも虚偽であり、一部報道では二人はモスクワのルビャンカ刑務所に収監されているのではないかとの臆測も飛び交った。ハロルド・ニコルソンは「ソ連は1か月ほどかけて〔バージェスを〕使ったら、あとは何事もなかったかのように岩塩坑に送り込む」だろうと予想していた。
1953年のクリスマス直前、バージェスの母の元に息子から手紙が届く。消印はサウス・ロンドンで、友人たちへの愛情やメッセージが綴られていたが、彼の所在や状況については一切触れられていなかった。
バージェスに対するスパイ疑惑は亡命時点では決定的なものでなかったが、その後の調査によって疑いの余地はなくなった。2014年7月に公開されたKGBのミトロヒン文書によれば、彼は1945年前半だけで389件以上、1949年後半にはさらに168件の最高機密文書をKGBに提供していたとされる。
1954年5月、国家保安省（MGB)の高官であったウラジーミル・ペトロフがオースラリアに亡命した。ペトロフが当局に提供した文書により、バージェスとマクリーンはケンブリッジ時代からのソ連のスパイであり、国家保安省の指揮のもと亡命して、ソ連国内で今なお健在であることが明らかになった。

### ソビエト時代

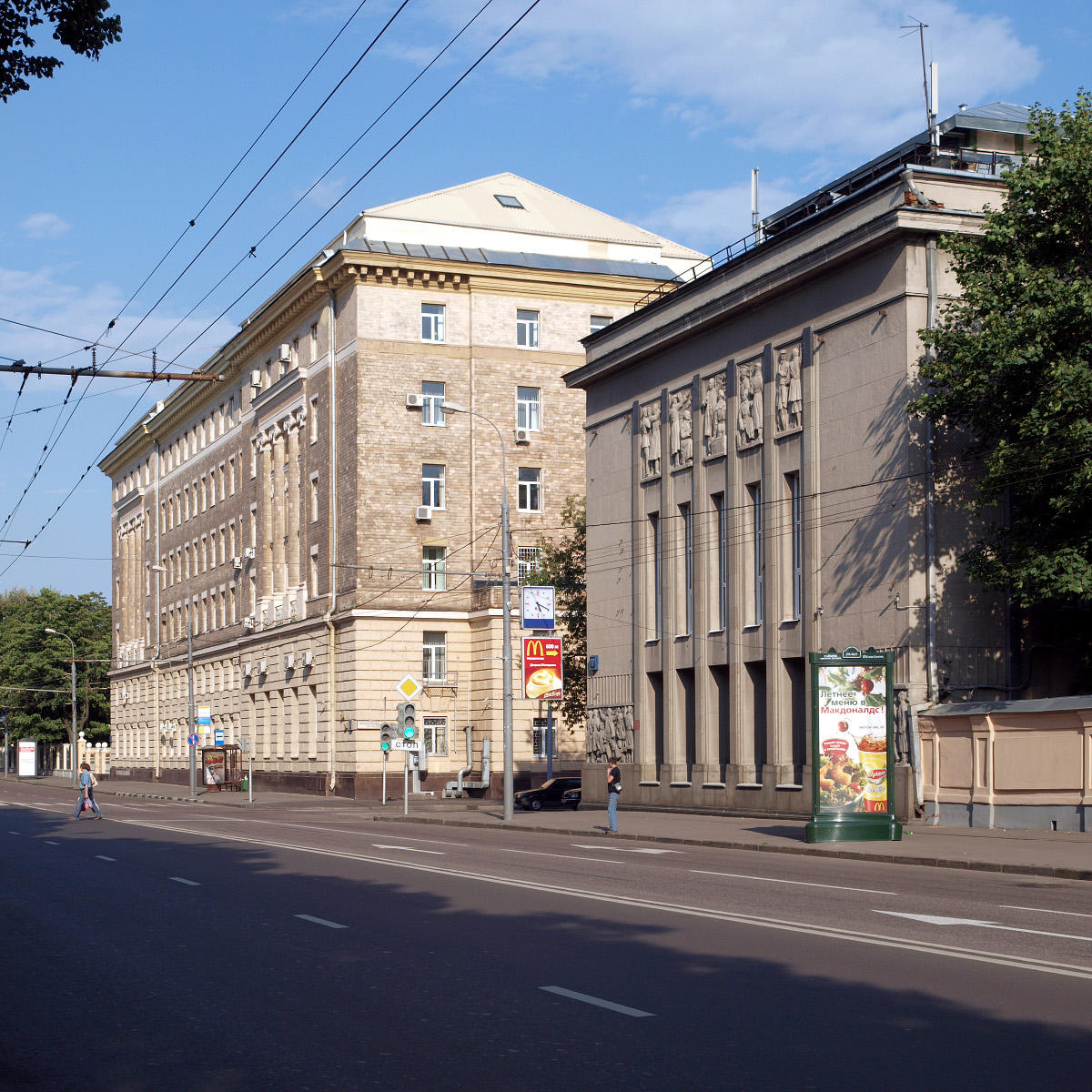
1956年からバージェスが生活していた、モスクワのボリシャヤ・ピロゴフスカヤ通り。

1951年の亡命後、バージェスとマクリーンは一時的にモスクワで拘留されたが、その後、ロシア・ソビエト連邦社会主義共和国時代の工業都市クイビシェフへ送致された。バージェスはこの地を「四六時中、土曜の夜のグラスゴー」〔常に騒がしくて落ち着かない〕にたとえていた。同年10月、二人はソ連国籍を取得し、バージェスはジム・アンドレーエヴィチ（Jim Andreyevitch）という新たな名前と身分を得た。 マクリーンはロシア語を学び、早い段階で重要な仕事に返り咲いたのに対し、バージェスは多くの時間を読書と飲酒に費やし、ひたすら当局への不満を募らせるばかりだった。そもそも彼自身はいつまでもソ連にいるつもりはなく、いずれイギリスに戻ることも許可されて、MI5の尋問を受けたとしても強気でいけば乗り切れると考えていたとも言われる。 ソ連社会は同性愛にもきわめて不寛容であったが、最終的にはロシア人の恋人トリャ・チセコフ（Tolya Chisekov）と暮らすことが許された。 1956年初頭までにはモスクワのボリシャヤ・ピロゴフスカヤ通りにあるアパートに移り、外国文学の出版をてがけていた会社にパートタイムで勤務し、イギリス文学の古典作品の翻訳をひろめる仕事に携わっていた。

1956年2月、バージェスとマクリーンはソ連政府の許可のもと短時間の記者会見を出席した。この会見には、サンデー・タイムズのリチャード・ヒューズとロイター通信のシドニー・ウェイランドという2人の西側ジャーナリストが同席した。この会見により西側にとって消息不明だった2人の生存が初めて確実になった。短い会見のなかで彼らは自分たちが共産主義のスパイだったことを否定し、「ソ連と西側諸国との相互理解を深めるために」ソ連に来たのだと主張した。イギリス国内ではこの2人の安全が確認されるや強い非難の声が上がった。とりわけ、『ザ・ピープル』紙に掲載された一連の記事（バージェスの旧友リースが執筆したとされる）では、「我が国の歴史における最大の裏切り者」と断じ、バージェスの放蕩的な生活を強調する内容となっていた。伝記作家シーラ・カーの見解によれば、このようなメディアでの扱いは、イギリスにおける同性愛への抑圧的な態度をより根深いものにしたとされている。
1956年7月、ソ連当局はバージェスと母親の面会を許可し、親子は当局に許された1か月ほどの期間のほとんどを保養地のソチで過ごした。 8月には、ジャーナリストで労働党の政治家でもあるトム・ドリバーグがバージェスにインタビューするためモスクワへ飛んだ。二人は以前、BBCのラジオ番組『The Week in Westminster』を通じて知り合っていた。 帰国後、ドリバーグはバージェスを比較的同情的に描いた本を執筆している。本の内容はKGBによって検閲されていて、プロパガンダとして利用されたのではないかと怪しむ声もあったが、むしろ将来もしバージェスがイギリスに戻った場合に彼を起訴するための証拠を引き出すための罠だったのではないかという説もあった。
その後何年にもわたって、バージェスのもとにはイギリスから多くの著名人がかけつけた。1959年2月には、マイケル・レッドグレイヴがシェイクスピア記念劇団とともにモスクワを訪れたが、この訪問をきっかけにバージェスは女優のコーラル・ブラウンと出会った。二人の友情はアラン・ベネットの戯曲『An Englishman Abroad』（1983年）の題材にもなっている。同年、バージェスはカナダ放送協会（CBC）によるテレビインタビューにも応じていて、ソ連での生活を続けたいとしながらも、母国イギリスにも郷愁をもっていると語った。1959年にハロルド・マクミラン首相がモスクワを訪問した際、バージェスはかつてロンドンの会員制クラブ（リフォーム・クラブ）で一夜を共にしたことがあることから、訪問団への協力を申し出ている。この申し出自体は断られたが、彼は両国の外交が発展している状況を利用して、病気の母を見舞うことを目的としてイギリスへの一時帰国の許可を当局に要請した。イギリス外務省は、バージェスの起訴は法的に困難であるとの見解を持ちながらも、彼が帰国すれば即座に逮捕されるという印象を与える声明を発表した。結局バージェスがその真偽を確かめようとすることはなく、帰国は実現しなかった。

### 衰弱と死

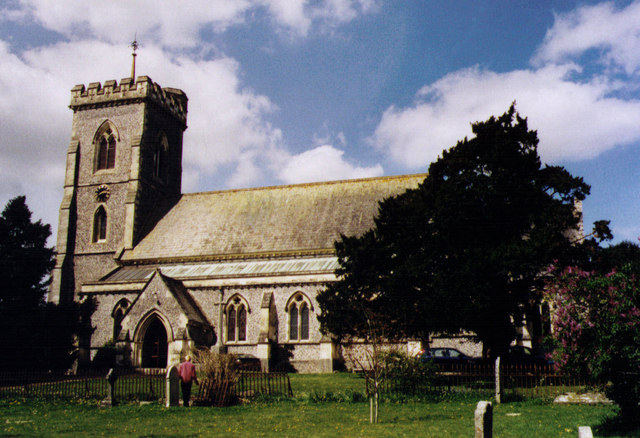
ガイ・バージェスの遺灰が埋葬されたウェスト・ミオンのセント・ジョンズ教会

バージェスはまともな食事をとらずに過度な飲酒を繰り返しており、次第にその健康は衰えていった。1960年と1961年には動脈硬化と潰瘍の治療のために入院しているが、特に潰瘍による入院時には生死の境をさまようほどだった。1962年4月、友人エスター・ホイットフィールドに宛てた手紙の中で、自分が亡くなったときの遺産の受取人として、アンソニー・ブラント、キム・フィルビー、そして恋人のチセコフの名を挙げている。
1963年1月、ハロルド・マクミランからも身の潔白を宣言されていたフィルビーがついに正体を暴かれ、モスクワへ亡命している。フィルビーとバージェスは距離を置いていたが、1963年8月にバージェスが危篤状態となった時間に、わずかな間だけ再会を果たしたのではないか言われている。
バージェスは1963年8月30日、動脈硬化と急性肝不全により亡くなった。5日後には火葬され、葬儀には親族代表としてナイジェル・バージェスが参列した。追悼の辞はドナルド・マクリーンが捧げている。彼はかつて共に亡命したバージェスを「社会の発展という大義のためにその生涯を捧げた、才能にあふれる勇敢な男」と称えた。バージェスの遺灰はイギリスに持ち帰られ、1963年10月5日、ハンプシャー州ウェスト・メオンにある聖ヨハネ教会の家族墓に埋葬された。

## 評価
ユーリー・モーディンは、バージェスをケンブリッジ・リングのリーダー格と評価し、「彼がグループをまとめあげ、その活動に原動力を与え、戦いに導いた」と述べている。バージェスはイギリスの政策文書、閣議の議事録、参謀本部で行われた会議録など数千件に及ぶ莫大な量の情報をモスクワに送っていた。ホルツマンによれば、「バージェスとマクリーンの活動により、ソ連の対外諜報部門はイギリス外務省の動向をほぼ完全に把握していた」という。しかし、ソ連側がそういった情報をどこまで信用して、どのように活用したのかについては意見が分かれている。ロシア連邦対外諜報庁によって公開された資料によると、「特に価値があったのは、戦後ヨーロッパの体制に関する西側諸国の足並み、イギリスの軍事戦略、NATO、そして英米の情報機関の活動について彼が得た情報だった」とされている。一方で、バージェスたちがまるでこともなげに膨大な情報を入手しては送ってくるために、それが偽の情報なのではないかという疑惑もモスクワ側には生まれていた。このように、バージェスの活動によってイギリスの国益に深刻な損害を与えたという見方は推測の域を出ていない。シーラ・カーは「熱のこもった考察は数多く行われているが、バージェスのスパイ活動がもたらした結果や国際関係への影響に関して、正当な評価を下すには証拠があまりに乏しいという現実がある」と結論づけている。
イギリスにおける体制側の人々にとって、バージェスのような出自と教育を持つ人物が、自分に安定した特権的な地位を与えてきた体制を裏切るなどということは、受け入れがたいことだった。『The Meaning of Treason』（反逆の意味）を書いたレベッカ・ウェストによれば、バージェスの亡命により生じた諦念や混乱は、彼がソ連に渡した情報よりもはるかに価値があった。英米の情報協力への影響も深刻であり、原子力に関する両国のあらゆる情報連携は数年間にわたり完全に凍結された。イギリス外務省はそれまでの採用活動や情報管理が甘かったことを認め、採用については遅ればせながら事前の身辺調査が導入されたが、バージェスの伝記作家であるアンドリュー・ロウニーによれば、外交の現場においては「1951年の亡命事件の影響が、半世紀を経てもなお疑念と不信の習慣」として払拭されることなく残り続けていた。
世間はバージェスを「裏切り者」や「スパイ」と非難したが、ホルツマンの言葉を借りれば、バージェスは理想主義者の革命家であり、イギリス社会が「きわめて不公正であり、大英帝国こそが世界中にこの不正を広めている」と信じる人々に自身を重ねていた。1956年に再び公の場に姿を現した際に語った内容からも、彼がゆらぐことなく自らをイデオロギー的に正当化しており、20世紀においてはアメリカかソ連か、という二者択一の状態にあったと信じていた。ノエル・アナンは、戦間期のイギリス知識人についての考察の中で、バージェスを「帝国主義よりもリベラルを憎んでいる、真のスターリニスト」だとし、「イギリスの未来はアメリカではなくロシアにあると純粋に信じていた」と述べている。バージェス自身はイギリス国内で自分を起訴するにたる法的証拠は存在しないと主張しいた（非公式ではあるがイギリス当局も同じ見解だった）が、それでも彼が帰国を望まなかったのは、モスクワへ二度と戻れなくなる可能性があるからである。アナンによれば彼は「自分は社会主義者であり、ここが社会主義国家だから」モスクワへ住み続けることを望んでいたのだった。
バージェスの人生を理解するには、「1930年代に、特に若く影響を受けやすい世代にひろまった混沌とした知的潮流」をふまえる必要がある、とロウニーはいう。しかし同時に、ケンブリッジの共産主義者の大多数はソ連のために仕事をしたわけではなく、ナチスとソ連の間で平和協定（独ソ不可侵条約）が締結されたことをきっかけに、共産主義から距離を置くようになったとも指摘している。ホルツマンは、バージェスがその政治的信念を貫いた代償の大きさを強調している。結局彼は「自分が大切にしていたものすべてを失った。他者と深い関係性を築く機会、BBCやフリート・ストリート、ホワイトホールを中心とした社交生活。母との最期の時間を過ごすことさえもできなかった」。
ケンブリッジ・ファイブの他のメンバーについて言えば、マクリーンとフィルビーがそれぞれ1983年、1988年にモスクワでその生涯を終えた。ブラントは何度も尋問を受け、1964年についに自白を行ったが、捜査協力の見返りとして彼がスパイであった事実は1979年に暴露されるまで公にはされなかった。ブラントはその4年後に亡くなっている。ケアンクロスは1964年に一部の事実については認めており、その後はイギリス当局と協力を続けた。作家・歴史家として活動したのち1995年に死去した。
バージェスの生涯はさまざまな角度から多くの小説、舞台・映像作品のなかで描かれてきた。初期の例としては、1954年のロドニー・ガーランドによる小説『The Troubled Midnight』があり、その後もニコラス・モンサラットの『Smith and Jones』（「スミスとジョーンズ」・1963年）や、バージェスとチャーチルの戦前の会談を題材にしたマイケル・ドブズの『Winston's War』（2003年）などがある。舞台や映像作品としては、アラン・ベネットによる『An Englishman Abroad』、グラナダTV制作のドラマ『Philby, Burgess and Maclean』（1977年）、BBCによる2003年のミニシリーズ『Cambridge Spies』、そしてバージェスの最晩年の数か月を描き、忠誠と背信というテーマを掘り下げたジョン・モリソンの舞台劇『A Morning with Guy Burgess』（2011年）などがある。
2016年、国立公文書館の収蔵する機密ファイルの公開を受け、ガイ・バージェスに関する2冊の伝記が出版された。ガーディアン紙に掲載された書評ではバージェスの相反する人物像について短くまとめられている。 「悪臭を放つほど不潔、嘘つきでお喋り、誰とでも関係を持ち、常に酒浸りの男が、同時に英国の支配層に深く入り込むソ連の伝説的スパイでありながらそれが誰にも気づかれなかったとは驚くべきことである」。2冊の伝記による人物評は、アンドリュー・ロウニーの見解を裏付けている。ロウニーは、バージェスについて、「悪名高いキム・フィルビーではなく、バージェスこそが裏切り者のグループの中心人物であり、彼は世界でも有数の社交家〔ネットワーカー〕だった」と評価している。